# Osiedle Hubala (Tomaszów Mazowiecki)
Osiedle Hubala – osiedle mieszkaniowe w Tomaszowie Mazowieckim.

## Charakterystyka
Osiedle składa się z trzech części, większość zabudowy to 4-piętrowe bloki, do 1989 roku budowane w technologii tzw. „wielkiej płyty”. Osiedle administrowane  jest przez największą tomaszowską Spółdzielnię Mieszkaniową „Przodownik”, i jest drugim po „Niebrowie” osiedlem pod względem liczby mieszkańców.
Patronem osiedla jest major Henryk Dobrzański ps. „Hubal” działający w okolicach Tomaszowa. Zastrzelony w zasadzce Gestapo w pobliskim Anielinie, i prawdopodobnie pochowany (ciała nigdy nie odnaleziono), w Inowłodzu pod Tomaszowem.

## Podział administracyjny osiedla
Rozpatrując od strony rzeki Pilicy osiedle dzieli się na trzy części:
- Hubala I - od ulicy Sikorskiego do ulicy Panfil (najstarsza część)[1]
- Hubala II - od ulicy Panfil do ulicy Leona Maya[2]
- Hubala III - ulice Graniczna, Słoneczna, Ogrodowa, Sterlinga (najmłodsza część)[3]

Na wschód od części Hubala I leżą osiedla: Wyzwolenia I i Wyzwolenia II. Na zachód od części Hubala II leży Osiedle Zielone. Na północ zaś leży osiedle Śródmieście.

## Główne arterie
Przez osiedle przebiegają duże i komunikacyjnie ważne dla miasta ulice. Największe to: Wandy Panfil, Graniczna, Jana Pawła II. Od strony wschodniej do osiedla przylega jedna z największych tomaszowskich ulic - św. Antoniego.

## Ważniejsze obiekty
Bloki mieszkalne osiedla otaczają największy tomaszowski szpital - przy ulicy Jana Pawła II oraz Komendę Powiatową Policji w Tomaszowie Mazowieckim przy ulicy Wandy Panfil.
Z komendą policji sąsiaduje od 2014 roku Tomaszowski Specjalistyczny Szpital Onkologiczny. 
W granicach osiedla znajduje się Szkoła Podstawowa nr 1 im. Aleksandra Kamińskiego z rozbudowanym kompleksem sportowym i dwa publiczne przedszkola (nr 20 przy ulicy Sikroskiego i nr 14 przy ulicy Leona Maya).
Przy osiedlu działają dwie stacje paliw – Orlen (na rogu ulic św. Antoniego i Sikorskiego), oraz Lotos (przy ulicy Wandy Panfil). Na osiedlu znajduje się główna tomaszowska siedziba banku PKO BP (przy ulicy Granicznej). Przy ulicy Jana Pawła II działa zaś jedyny całodobowy hipermarket w Tomaszowie – Carrefour Przy ulicy Granicznej jest jedyna w mieście całodobowa apteka. Na osiedlu jest jeden dyskont Biedronka oraz dwa markety polskiej sieci Dino (przy ulicy św. Antoniego i przy ulicy Granicznej). Od listopada 2018 roku przy osiedlu działa jedyny w Tomaszowie dyskont niemieckiej sieci Aldi.
W części Hubala I osiedla ma swoją główną siedzibę Spółdzielnia Mieszkaniowa „Przodownik”. W 2018 roku spółdzielnia obchodziła 60-lecie istnienia.
Osiedle Hubala ogrzewane jest przez ciepłownie przy ulicy Wierzbowej 136.

## Okolica
W pobliżu osiedla znajdują się ogródki działkowe (przy ulicy Wierzbowej), oraz od zachodu Kościół Najświętszej Maryi Panny Królowej Polski. Można stąd szybko dotrzeć do turystycznych atrakcji regionu: Skansenu Rzeki Pilicy, Ośrodka Sportu i Rekreacji (tzw. Przystani) nad rzeką Pilicą, rezerwatu Niebieskie Źródła, Grot Nagórzyckich, oraz nad drugi co do wielkości w województwie łódzkim sztuczny zbiornik wodny - Zalew Sulejowski.

### Ścieżki rowerowe
Ścieżki rowerowe łączą osiedle Hubala bezpośrednio z centrum Tomaszowa, z Grotami Nagórzyckimi, z rezerwatem Niebieskie Źródła, a nawet odległą o 10 km od granicy miasta Spałą i o 15 km Inowłodzem.